# Exopristoides dentatus
Exopristoides dentatus is een vliesvleugelig insect uit de familie Torymidae. De wetenschappelijke naam is voor het eerst geldig gepubliceerd in 1982 door Boucek.